# Лейк-Ангелус (Мічиган)
Лейк-Ангелус (англ. Lake Angelus) — місто (англ. city) в США, в окрузі Окленд штату Мічиган. Населення — 287 осіб (2020).

## Географія
Лейк-Ангелус розташований за координатами 42°41′30″ пн. ш. 83°19′32″ зх. д. / 42.69167° пн. ш. 83.32556° зх. д. (42.691710, -83.325533).  За даними Бюро перепису населення США в 2010 році місто мало площу 4,23 км², з яких 2,76 км² — суходіл та 1,47 км² — водойми.

## Демографія
Згідно з переписом 2010 року, у місті мешкало 290 осіб у 130 домогосподарствах у складі 100 родин. Густота населення становила 69 осіб/км².  Було 151 помешкання (36/км²).
Расовий склад населення:
| - 96,2 % — білих - 2,8 % — азіатів - 0,3 % — чорних або афроамериканців |

До двох чи більше рас належало 0,7 %. Частка іспаномовних становила 0,3 % від усіх жителів.
За віковим діапазоном населення розподілялося таким чином: 12,1 % — особи молодші 18 років, 60,3 % — особи у віці 18—64 років, 27,6 % — особи у віці 65 років та старші. Медіана віку мешканця становила 55,3 року. На 100 осіб жіночої статі у місті припадало 89,5 чоловіків;  на 100 жінок у віці від 18 років та старших — 94,7 чоловіків також старших 18 років.
Середній дохід на одне домашнє господарство  становив 239 993 долари США (медіана — 151 250), а середній дохід на одну сім'ю — 289 680 доларів (медіана — 179 375). 
Цивільне працевлаштоване населення становило 105 осіб. Основні галузі зайнятості: фінанси, страхування та нерухомість — 23,8 %, освіта, охорона здоров'я та соціальна допомога — 15,2 %, будівництво — 15,2 %.